# Каменец
Каменец (блр. Ка́менец; рус. Ка́менец) град на крајњем западу Брестске области и Републике Белорусије, и административни центар Камјанечког рејона. 
Према подацима пописа становништва из 2009. у граду је живело 8.400 становника.

## Географија
Град Каменец се налази у западном делу Брестске области на око 40 км северно од административног центра области Бреста, и на око 330 км југозападно од главног града земљ Минска. Лежи на обалама реке Љаснаја (притоке Буга и дела сливног подручја Висле).

## Историја
Године 1276. на подручју тадашњег града подигнута је по налогу волињског књаза Владимира Васиљковича камена кула Камјанечка која је требало да штити његову кнежевину од упада непријатељских ратника. Кула је, иако грађена од црвене цигле, носила име Бела кула (рус. Бе́лая ве́жа), пошто је била окречена у бело. Убрзо се уз кулу основало и насеље.
Насеље је добило име од словенске речи за камен. Године 1366. Каменец постаје саставним делом Велике Кнежевине Литваније и мења име у Каменец-Литовск. Тевтонски витезови су град спалили до темеља 1376, али је убрзо обновљен. Насеље добија Магдебуршко право 1503, и почива на његовим темељима све до 1795. када постаје саставним делом Руске Империје. 
Град 1919. бива окупиран од стране Пољске, а 1939. враћа се у састав Белорусије (тада Белоруска ССР).

## Демографија
Према подацима пописа становништва из 2009. у граду је живело 8.400 становника.
| 1897. | 1921. | 1959. | 1970. | 1979. | 2012. |
| ----- | ----- | ----- | ----- | ----- | ----- |
| 4.600 | 2.348 | 3.656 | 5.119 | 5.968 | 8.400 |

## Знаменитости
- Камјанечка кула - грађена у периоду 1271—1289. као одбрамбено утврђење једина је грађевина те врсте у области која још увек постоји у изворном облику.